# Poikilacanthus harlingii
Poikilacanthus harlingii är en akantusväxtart som beskrevs av D.C. Wasshausen. Poikilacanthus harlingii ingår i släktet Poikilacanthus och familjen akantusväxter. Inga underarter finns listade i Catalogue of Life.